# Lesišćina
 Lesišćina  (olaszul:  Lesichine) falu Horvátországban, Isztria megyében. Közigazgatásilag települések Lupoglavhoz tartozik.

## Fekvése
Az Isztriai-félsziget északkeleti részén, Buzettól 13 km-re délkeletre, Abbáziától 16 km-re nyugatra, községközpontjától 5 km-re délnyugatra fekszik.

## Története
Az ókorban kiszolgált római katonák telepedtek itt le, erre utal a területén több latin eredetű helynév is. Lesišćica első írásos említése még birtokként az 1300-as lupoglavi urbáriumban található. Neve a horvát „lisica” (róka) főnévből származik. Lakóinak ősei a 16. és 17. században menekültek a török elől erre a vidékre, ahol viszonylagos biztonságban élhettek. Szent István vértanú tiszteletére szentelt temploma a 17. században épült. A korábbi Szent Péter templomot le rossz állapota miatt kellett bontani, de emlékére az új templom mellékoltára Szent Péter tiszteletére lett szentelve. A település családjait arról a településrészről nevezték el ahol lakóhelyük volt. Így a patak mellett lakók a Potočani, a völgyben lakók a Doljani, a dombokon lakók a Brežani, míg a dombok alatt lakók a Zabrežani megkülönböztető neveket kapták. 1857-ben 273, 1910-ben 351 lakosa volt. 2011-ben 75 lakosa volt.

## Lakosság
| Lakosság változása | Lakosság változása | Lakosság változása | Lakosság változása | Lakosság változása | Lakosság változása | Lakosság változása | Lakosság változása | Lakosság változása | Lakosság változása | Lakosság változása | Lakosság változása | Lakosság változása | Lakosság változása | Lakosság változása | Lakosság változása |
| ------------------ | ------------------ | ------------------ | ------------------ | ------------------ | ------------------ | ------------------ | ------------------ | ------------------ | ------------------ | ------------------ | ------------------ | ------------------ | ------------------ | ------------------ | ------------------ |
| 1857               | 1869               | 1880               | 1890               | 1900               | 1910               | 1921               | 1931               | 1948               | 1953               | 1961               | 1971               | 1981               | 1991               | 2001               | 2011               |
| 273                | 282                | 239                | 311                | 275                | 351                | 309                | 269                | 209                | 229                | 169                | 99                 | 86                 | 85                 | 65                 | 75                 |

## Nevezetességei
Szent István első vértanú tiszteletére szentelt temploma a 17. században épült, 1972-ben megújították. A dolenja vasi Szent Márton plébánia filiája.